# 田中成明 (僧)
田中 成明（たなか じょうみょう、1947年 - ）は僧侶、書家。
現国際マンダラ協会会長、アメリカ大日寺住職。金剛寺住職、カナダ大般若寺住職、早稲田大学エクステンションセンター講師。元アメリカン・ブッディスト・コングレス副会長、日本クロアチア協会元会長。
現在は東京在住。

## 略歴
- 1947年 埼玉県生まれ。
- 1968年 東京智山派別格本山金剛寺（高幡不動尊）にて出家得度。
- 1969年 真言宗大覚寺派大本山大覚寺修行
- 1970年 宗立伝灯学院卒。国際仏教興隆協会インド山日本寺駐在僧。この間ビルマ、セイロン、インドの寺で修行
- 1975年 法相宗、大本山薬師寺で修行/説法
- 1976年 奈良薬師寺にて修学旅行生に説法
- 1978年 単身渡米
- 1980年 ニューヨークに曼荼羅寺開設。
- 1982年 EU10ヶ国に伝道し欧米の大学で仏教と書道の講座をもっている。この間クロアチア曼陀羅寺、アメリカ大日寺開基
- 1987年 バーモント州リンカーンに移住しアメリカ市民に指導
- 2000年 カナダ大般若寺、アメリカ金剛寺開基　帰国
- 2001年 早稲田大学エクステンションセンターで仏教講義開始
- 2010年 朝日カルチャーセンター横浜で仏教講義開始

## 著書
- 『ニューヨーク曼荼羅』（地湧社）
- 『アメリカ密教行脚』（朱鷲書房）
- 『実践瞑想と呼吸法』（朱鷲書房）
- 『密教の神髄』（東方出版）
- 『般若心経で心を磨く』（日新報道）
- 『親孝行』（日新報道）
- 『アメリカ聖』（中央書院）
- 『チャレンジは三十歳からだ』（中央書院）
- 『生きる極意』（たま出版）
- 『真言密教入門』（世界聖典刊行協会）
- 『虚空蔵求聞持法』（世界聖典刊行協会）
- 『生きてよかった生かされて』（世界聖典刊行協会）
- 『ザ・マンダリズム』（JDC）
- 『神通力』（総合法令出版株式会社）